# Glassdrink
Glassdrink är en efterrätt som ofta serveras i ett högt glas gjort för drinkar. Glassen är ofta blandad med mjölk eller grädde och dekoreras med till exempel exotiska frukter.